# 松尾勝博
松尾 勝博（まつお かつひろ、1964年1月6日 - ）は、宮崎県出身の元ラグビー選手、ラグビー監督。

## 来歴
ポジションはスタンドオフ(SO)。
延岡東高校を経て同志社大学（以下、同大）に進学。同大時代には、第20回及び第21回の全国大学選手権で優勝に貢献。
1986年、ワールドに加入。同年の対アメリカ代表戦が、日本代表としての初キャップ試合となった。翌1987年に第一回が開催されたワールドカップにも代表メンバーとして参加。予選プールA第二戦の対イングランド代表戦に出場したが、当時、正スタンドオフには平尾誠二がいたため、そのときのポジションはセンター(CTB)だった。
その後、1989年の対スコットランド代表戦で勝利したときのメンバーである青木忍とのレギュラー争いが熾烈となったが、1990年に開催された、1991年に行われるワールドカップ アジア・太平洋予選あたりから青木を抑えて正スタンドオフの座を掴み、本番のワールドカップでも予選プール3試合全てに出場。同最終戦となった対ジンバブエ代表戦における勝利にも貢献した。
その後も日本代表選手として活動を続け、出場機会こそなかったものの、1995年開催のワールドカップでも代表メンバー入りを果たした。日本代表通算キャップ数は23。
引退後は日本ラグビーフットボール協会のリソースコーチとして要請があった、7人制ラグビーにおけるラオス代表を指導。その後、2012年より駿河台大学の監督に就任して同チームを指導している。